# Sōkon Matsumura
Sōkon Matsumura, detto Bushi (松村 宗棍 Matsumura Sōkon; Shuri, 1809 – 1899), è stato un guerriero, una guardia del corpo e un maestro di karate di Okinawa. Fu il primo maestro a strutturare il karate in maniera organica.

## Biografia
Divenne guardia del corpo del Re di Okinawa a soli vent'anni; a ventiquattro ottenne il privilegio di trasferirsi nella signoria di Satsuma, in Giappone, dove, nell'arco di due anni, ricevette il Menkyo Kaiden nell'arte del Kenjutsu, dello stile Jigen-ryu.
Ebbe modo di studiare il Kenpō cinese durante gli svariati viaggi che fece in qualità di delegato del Re di Okinawa in Cina, approcciandosi principalmente agli stili dei Cinque Animali di Shaolin e soprattutto allo stile della Gru Bianca del Fukien. Fu anche esperto delle tecniche di lotta autoctone di Okinawa: per questo è ritenuto allievo di Kanga Sakugawa, anche se mancano riscontri documentali certi. La sua arte di combattimento raggiunse livelli di eccellenza nel sintetizzare gli elementi del To-de di Okinawa con quelli del Kenpo cinese e del Kenjutsu giapponese.
Il ruolo di Matsumura nella storia del karate è ancora più importante se si considera il fatto che formò numerosi allievi, alcuni dei quali diedero un eccezionale contributo all'evoluzione di quest'arte: nello specifico tramandò il suo metodo, come stile di famiglia, al nipote Nabe Tanmei Matsumura e questi lo tramandò al proprio nipote Hohan Sōken.
Dunque, Sokon Bushi Matsumura è considerato il caposcuola dello Shuri-te (Machimura Sui-di), mentre Grand Master Hohan Sōken, discendente di 3ª generazione, il caposcuola dello Shorin Ryu Matsumura Seito Karate.